# Ulla Lundholm
Ulla Kaija Lundholm (verheiratete Hovinen; * 20. Februar 1957 in Helsinki) ist eine ehemalige finnische Diskuswerferin.
Bei den Leichtathletik-Europameisterschaften 1982 in Athen wurde sie Elfte, und bei den Leichtathletik-Weltmeisterschaften 1983 in Helsinki schied sie in der Qualifikation aus.
1984 wurde sie Vierte bei den Olympischen Spielen in Los Angeles.
Viermal wurde sie Finnische Meisterin (1980, 1981, 1983, 1984). Am 23. August 1983 stellte sie in Helsinki mit 67,02 m den aktuellen nationalen Rekord auf.
Sie ist mit dem Speerwerfer Seppo Hovinen verheiratet.